# Дліла (ракета)
Дліла (івр. דְּלִילָה) — крилата керована ракета або дрон-камікадзе, розроблена в Ізраїлі компанією Israel Military Industries. Призначена для ураження рухомих цілей з імовірним круговим відхиленням близько 1 метра. На відміну від типових крилатих ракет, що спрямовуються на запрограмовану перед запуском ціль, особливість ракет «Дліла», полягає у здатності баражувати та спостерігати за територією, а також управлятися офіцером систем озброєння. Ракету зазвичай запускає літак-винищувач, який визначає конкретну ціль атаки.

## Огляд
Надійшла на озброєння ВПС Ізраїлю в середині 1980-х років. Ракета «Дліла» спочатку створювався як повітряна приманка, сконструйована за схемою американською повітряної цілі Northrop BQM-74 Chukar. У подальшому «Дліла» була модернізована для використання як протирадарний ударний безпілотник. Сімейство ракет «Дліла» в 1990-х роках було розвинуте як багатоплатформенна та багатоцільова наступальна ударна зброя, яку можуть використовувати винищувачі F-16 і модернізовані штурмовики F-4E .
Використання охоплює повітрю-поверхню (AS) і поверхню-поверхню (SS), знищення наземних цілей, транспортних засобів, морських суден (як нерухомих, так і рухомих).
За класифікацією «Дліла» — універсальна багатоцільова керована ракета середньої дальності (MRMPGM). Дальність роботи — до 250 км. Має турбореактивний двигун, який здатний барражувати, що дозволяє довго націлюватися на добре приховані чи рухомі мішені. Може бути оснащена різноманітними боєголовками, які можна націлювати як на наземні, так і на морські цілі. Маневреність робить ракету ідеальною для знищення ракет класу «земля-повітря». Бортовий автопілот і система Інерційної навігаціх та навігації глобального позиціонування (INS/GPS) дозволяють ракеті виконувати свою місію автономно. Зв'язок даних дозволяє втручання та перевірку цілі офіцером систем озброєння.
Ракета «Дліла» була вперше використана Ізраїлем у боях над Ліваном у липні та серпні 2006 року та запущена винищувачем F-16D. Ракета може бути випущена з більшості сучасних літаків, вертольотів або наземних пускових установок. Її компактні розміри дозволяють перевозити її вертольотами Sikorsky UH-60 Black Hawk і SH-60B .

## Ракета Дліла-GL
Дліла-GL — наземна версія крилатої ракети «Дліла» із дальністю 250 км. Оснащена 30 кг боєзапасом. Може бути модифікована для перенесення інших корисних навантажень, таких як інфрачервоні пристрої пошуку цілей і наведення. Керується за допомогою GPS і має можливість перебувати в зоні цілі, перш ніж підтвердити ціль за допомогою візуальної розвідки в реальному часі (баражуючий боєприпас)

## Історія використання
10 травня 2018 року ракети «Дліла» були випущені по сирійських та іранських цілях, включно з численними зенітними системами, такими як SA-5, SA-22 і SA-2.

### Поточні оператори
- Ізраїль
- Марокко